# Bronkitis
Bronkitis (gr.:bronchia, luftrørets forgreninger, og lat.:itis, betændelse) er betændelse i bronkiernes slimhinde. Sygdommen kan inddeles i akut og kronisk bronkitis. Kronisk bronkitis indgår ofte i lidelsen Kronisk Obstruktiv Lungesygdom (KOL), der også kaldes rygerlunger.

## Kronisk bronkitis
Kronisk bronkitis er en kronisk betændelsestilstand i bronkierne, der karakteriseres ved en vedvarende øget slimproduktion i bronchierne, fordi slimhinderne i bronkierne er beskadigede. Symptomerne inkluderer daglig hoste og opspyt fra lungerne. Diagnosen stilles når patienten har haft kronisk hoste og opspyt i mindst tre måneder om året i mindst to på hinanden følgende år, når anden årsag til hoste er udelukket. Høj alder og særligt rygning er associeret med øget risiko for udviklingen af kronisk bronkitis. Flere studier indikerer, at der er en familiær ophobning, særligt hos kvinder, men hvorvidt det skyldes gener eller fælles miljøfaktorer, er endnu ikke helt afklaret.
Kronisk Bronkitis er ofte medvirkende årsag til sygdommen KOL, sammen med lungeemfysem.